# 东京交通短期大学
东京交通短期大学（日语：／ Tōkyō Kōtsū Tanki Daigaku *），简称交短或东交短，是一所位于日本东京都丰岛区的私立短期大学。

## 概要

### 简介
- 学校最早可以追溯到1928年[2]。短期大学为于1952年开办[3]、由学校法人丰昭学园经营。为男女同校从开办。

### 历史
- 1952年 东京交通短期大学成立并同时设置一个学科即运输科[3]。

### 宪章
- 请参看东京交通短期大学的标志（页面存档备份，存于） （日語） 2014年4月20日阅览。

## 学校环境
- 校区：在东京都丰岛区

## 历任校长
- 小西一雄：现在短期大学校长[4]

## 组织

### 学科
- 运输科

### 专科
| - 没有 |

### 业余课程
| - 没有 |

### 附属机关
| - 交通资料馆：成立于1967年。 |

## 相关链接
- 日本短期大学列表